# Sisaque I
Sisaque, também conhecido como Shoshenk I ou Sheshonk I, foi o primeiro faraó e fundador da XXII dinastia egípcia. Ele pertencia a uma família Líbia de Bubástis (atual Tel Basta) que tinha tido grande importância e influência antes de Sisaque ascendido ao poder.
Para tentar centralizar o poder retirando o poder da mão dos sacerdotes, que faziam reinados não ligados ao poder principal, Sisaque extinguiu a linhagem dos sumos-sacerdotes e instalou seu filho em Tebas . Esse precedente foi seguido pelos seus sucessores, porém Tebas só foi integrada completamente ao país 300 anos mais tarde.
Sisaque empreendeu uma campanha em Israel, invadindo-a no reinado do Rei Roboão, o livro de 1 Reis capítulo 14, versículo 25 confirma a ida de Sisaque a Israel, ademais além levar os tesouros da casa do rei levou também os tesouros da casa de Jeová, Deus de Israel, a estes tesouros incluía escudos grandes e pequenos de ouro que Salomão havia feito conforme registrada em alguns relevos de Carnaque, reatou relações com Biblos, a tradicional parceira comercial egípcia na costa fenícia, aumentando a prosperidade no início da dinastia.

## Titulatura
| nswt&bity |

| nswt&bity |

|                |              |         |       |
| \| \| \| \| \| |              |         |       |
|                |              |         |       |
| i              | mn · n · N36 | M8 · M8 | n · q |

| i | mn · n · N36 | M8 · M8 | n · q |

|                |              |         |       |
| \| \| \| \| \| |              |         |       |
|                |              |         |       |
| i              | mn · n · N36 | M8 · M8 | n · q |

| i | mn · n · N36 | M8 · M8 | n · q |

|                |              |         |       |
| \| \| \| \| \| |              |         |       |
|                |              |         |       |
| i              | mn · n · N36 | M8 · M8 | n · q |

| i | mn · n · N36 | M8 · M8 | n · q |

|                |              |         |       |
| \| \| \| \| \| |              |         |       |
|                |              |         |       |
| i              | mn · n · N36 | M8 · M8 | n · q |

| i | mn · n · N36 | M8 · M8 | n · q |

| G39 | N5 | \| \| |
|     |    |       |

|  |

| G39 | N5 | \| \| |
|     |    |       |

|  |

|                   |    |     |    |         |
| \| \| \| \| \| \| |    |     |    |         |
|                   |    |     |    |         |
| ra                | S1 | xpr | ra | stp · n |

| ra | S1 | xpr | ra | stp · n |

|                   |    |     |    |         |
| \| \| \| \| \| \| |    |     |    |         |
|                   |    |     |    |         |
| ra                | S1 | xpr | ra | stp · n |

| ra | S1 | xpr | ra | stp · n |

|                   |    |     |    |         |
| \| \| \| \| \| \| |    |     |    |         |
|                   |    |     |    |         |
| ra                | S1 | xpr | ra | stp · n |

| ra | S1 | xpr | ra | stp · n |

|                   |    |     |    |         |
| \| \| \| \| \| \| |    |     |    |         |
|                   |    |     |    |         |
| ra                | S1 | xpr | ra | stp · n |

| ra | S1 | xpr | ra | stp · n |